# 労働三権
労働三権（ろうどうさんけん）とは、労働基本権のうち団結権、団体交渉権、団体行動権（争議権）の三つを指す。日本国憲法第28条にその規定が設けられている。なお、労働三権を労働基本権と呼ぶこともある。

## 認められている人々
- 労働者において認められている。
- 地方公務員や国家公務員（特に行政職や教育職）も権利を有している（労働組合法第3条、最高裁判所昭和40年7月14日大法廷判決）。しかしながら、現行法上は以下のとおり否定されている。
  - 警察職員・消防職員・海上保安庁職員・自衛隊員・刑務所職員には三権のすべてが適用されない。
  - 非現業公務員には団体交渉権と争議権が認められない。
  - 現業公務員、公共企業体職員、独立行政法人(行政執行法人)の職員（職員が国家公務員の身分を有する法人）には、争議権が認められない。